# Nadezhda Stanchova
Nadezhda Stanchova (17 januari 1894 – 15 april 1957) was een Bulgaarse diplomaat.

## Biografie
Nadezhda Stanchova werd geboren als de oudste dochter van Dimitar Stanchov, voormalig Bulgaars premier, en de Franse gravin Anna de Grenaud de Saint-Christophe. Stanchova sprak vloeiend Frans en Engels naast zes andere talen. Ze maakte deel uit van de Bulgaarse delegatie die in 1919 onderhandelde bij Neuilly en door haar contacten met de Bulgaarse premier Aleksandar Stambolijski verkreeg ze in juli 1922 de aanstelling als eerste secretaresse van de Bulgaarse ambassade in Washington D.C.
Voor ze naar Washington vertrok maakte ze ook deel uit van de Bulgaarse delegatie die aanwezig was bij de vredesbesprekingen in Lausanne. Hier was ze betrokken bij de bijeenkomsten van de territoriale en militaire commissie. Stanchova kruiste hier onder andere de degens met Eleftherios Venizelos. Volgens haar dagboek diende ze ook als tussenpersoon tussen İsmet İnönü en George Curzon.
De diplomatieke carrière van Stanchova zou echter kort blijven. In februari 1923 vertrok ze naar Washington om daar haar post te bekleden, maar ze gaf deze op nadat Stambolijski in juni van dat jaar werd vermoord. Negen maanden later huwde ze met de Britse theehandelaar Alexander Kay Muir. Na haar huwelijk bleef ze zich voor de Bulgaarse zaak inspannen. Ze schreef diverse nieuwsberichten, hield speeches en ontving zelfs koning Boris III van Bulgarije. Stanchova's inzet voor Bulgarije leverde haar dan ook de sympathie van de koning op. Ze woonde samen met haar man in het Schotse kasteel van Blair Drummond.